# Xú xuân
Xú xuân (danh pháp khoa học: Ailanthus altissima), còn gọi là thanh thất núi cao, càng hom cao, phượng nhỡn thảo, là một loài cây rụng lá trong họ Thanh thất (Simaroubaceae). Nó gốc ở miền trung và đông bắc Trung Quốc, cũng như Đài Loan. Không như các loài khác của chi Ailanthus, nó được tìm thấy ở vùng ôn đới nhiều hơn nhiệt đới. Nó có thể đạt chiều cao 15 mét (49 ft) trong 25 năm. Loài này có vòng đời ngắn và hiếm cá thể nào sống quá 50 năm.

## Hình ảnh

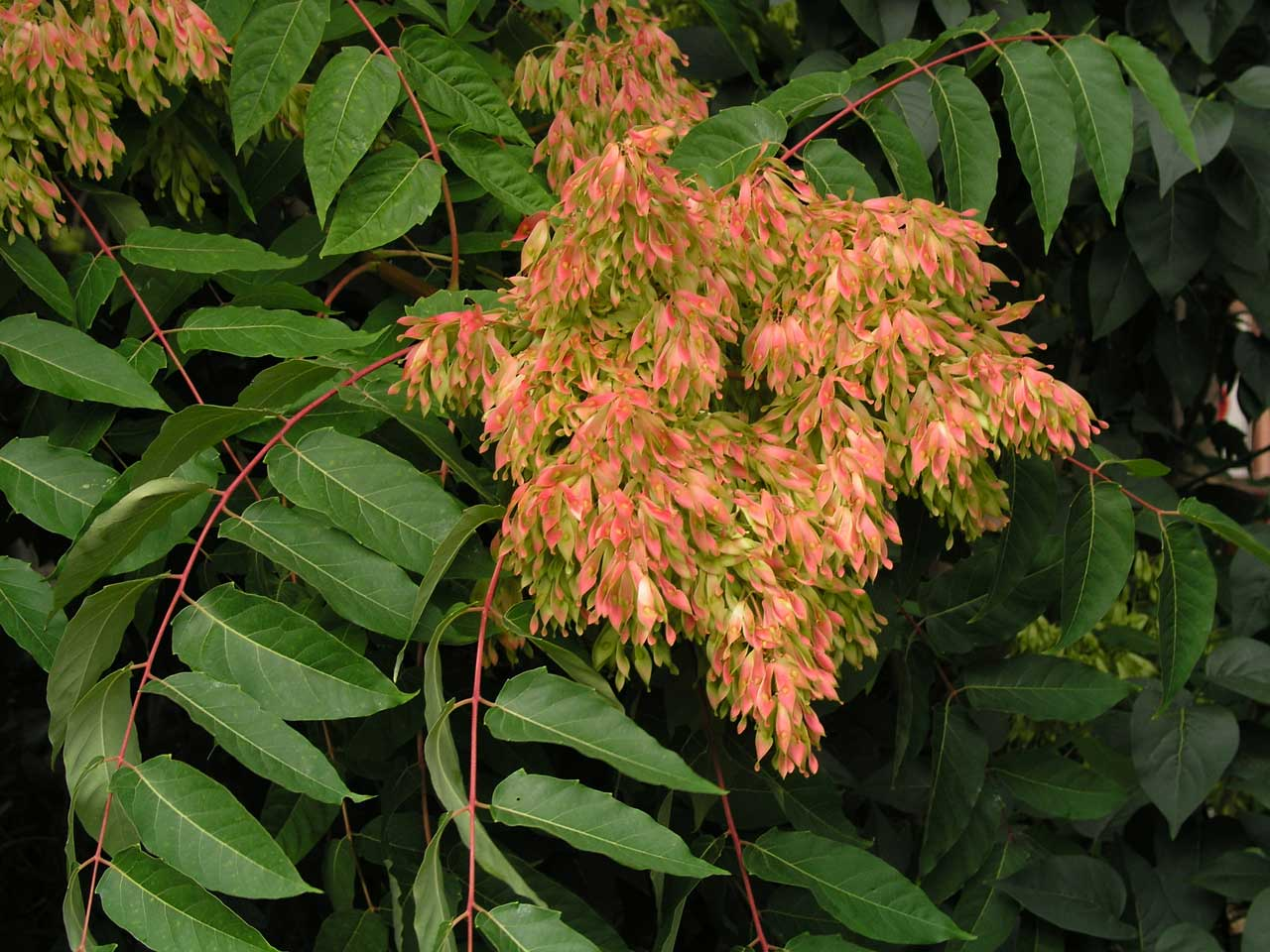
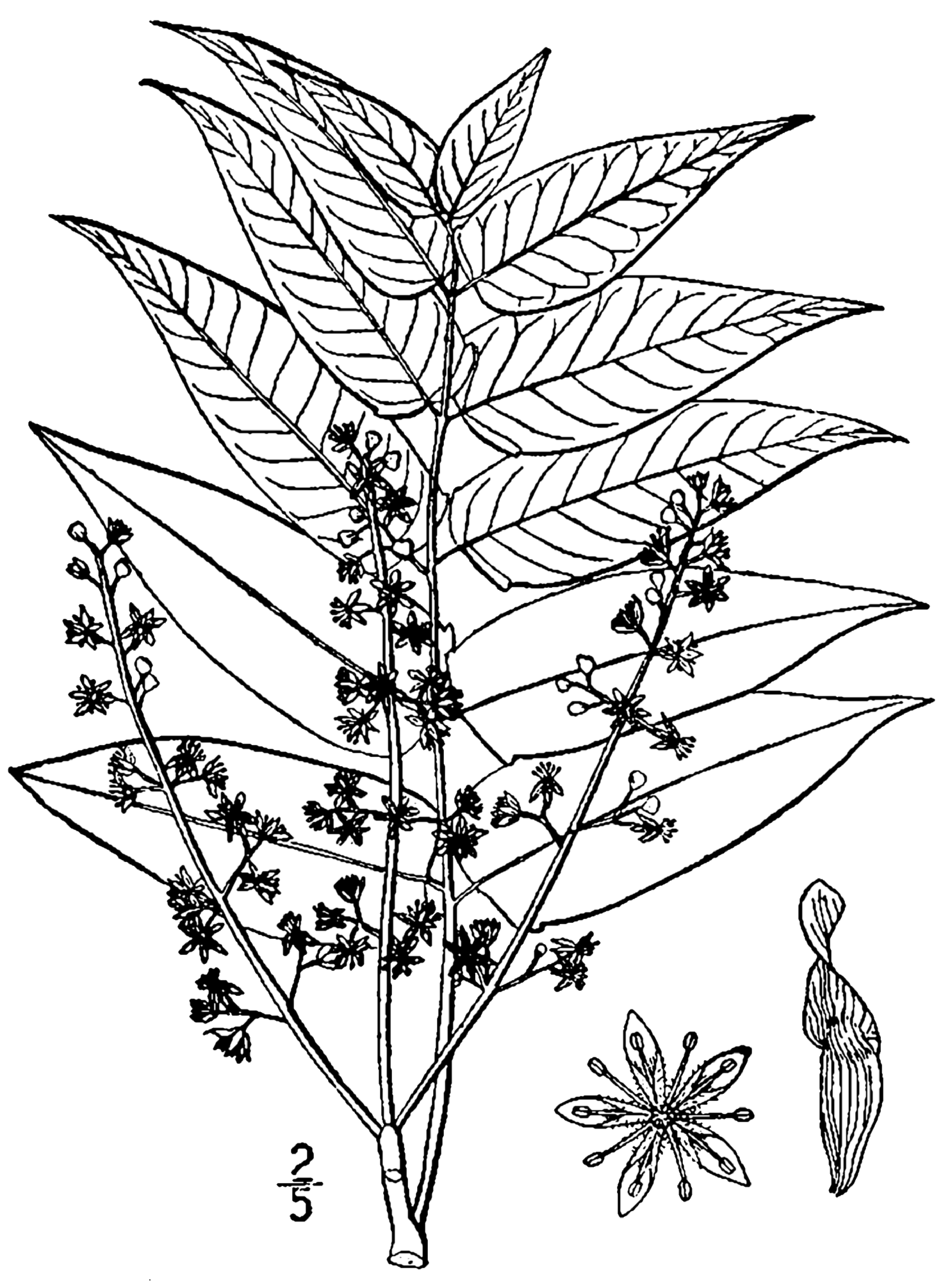
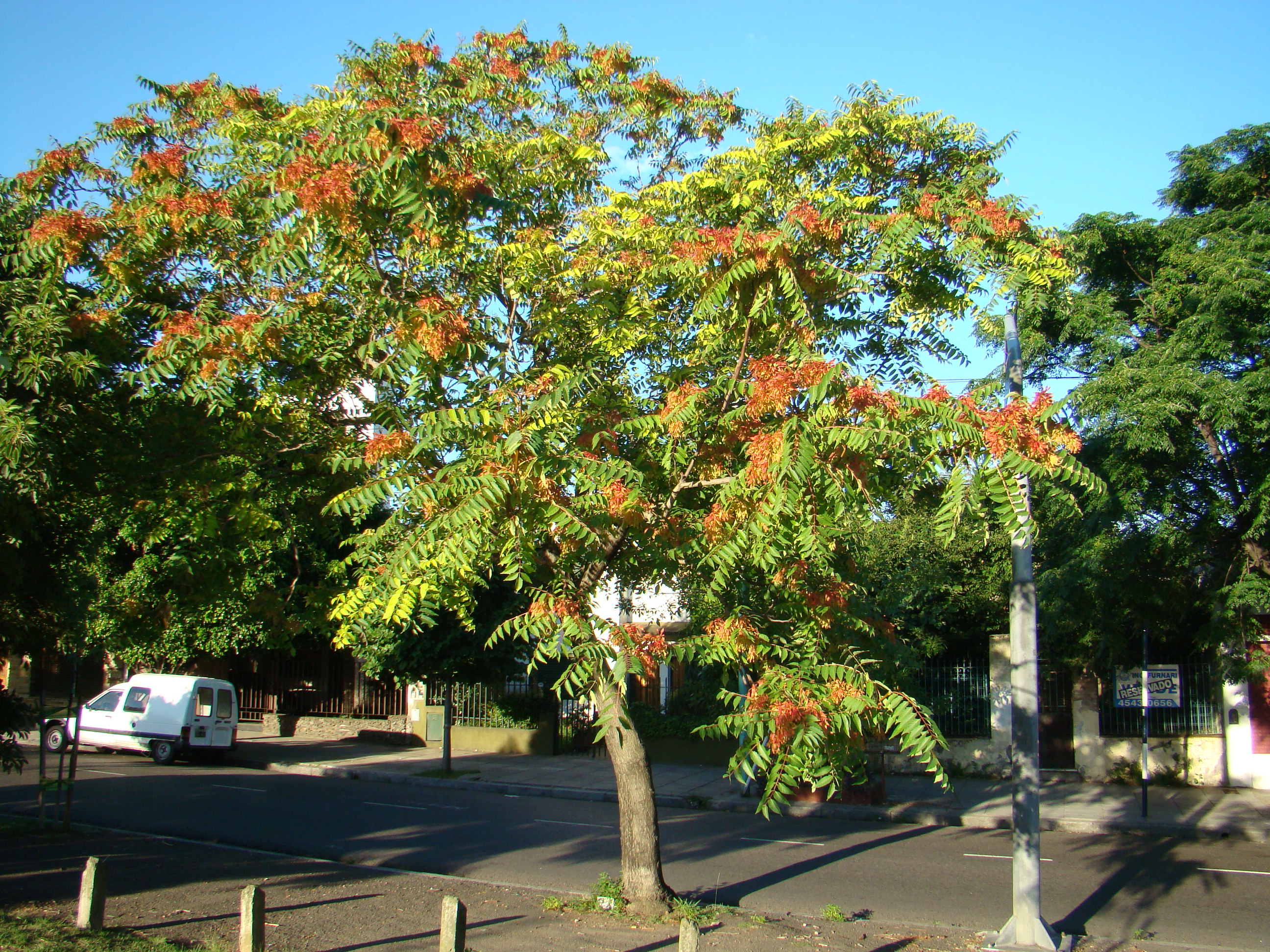
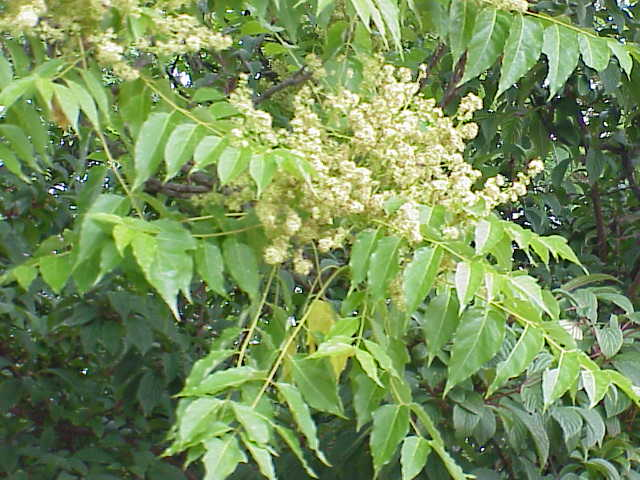